# Ĵ
Ĵ, en minúscules ĵ, (J amb accent circumflex) és la catorzena lletra de l'alfabet en esperanto, que correspon a la fricativa postalveolar sonora [ʒ] en l'Alfabet Fonètic Internacional. Ĵ probablement es basa en la lletra francesa j que té el mateix so.